# Chrustne
Chrustne – wieś w Polsce położona w województwie lubelskim, w powiecie ryckim, w gminie Ryki.
W latach 1975–1998 miejscowość administracyjnie należała do ówczesnego województwa lubelskiego.
Wieś jest sołectwem w gminie Ryki. Według Narodowego Spisu Powszechnego z roku 2011 wieś liczyła 245 mieszkańców.
Urodził się tu Stanisław Jagusz – polski adwokat, działacz ludowy i publicysta, poseł na Sejm Ustawodawczy (1947–1950).
Wierni Kościoła rzymskokatolickiego należą do parafii Najświętszego Zbawiciela w Rykach.

## Historia
W wieku XVI Chrosno, wymieniane w lustracji województwa sandomierskiego z lat 1564–1565. Nazwa Chrosno utrzymuje się jeszcze w wieku XIX, pod nazwą Chrostno alias Chrusno wymienia wieś Słownik geograficzny Królestwa Polskiego z roku 1880.